# Chanat Syberyjski

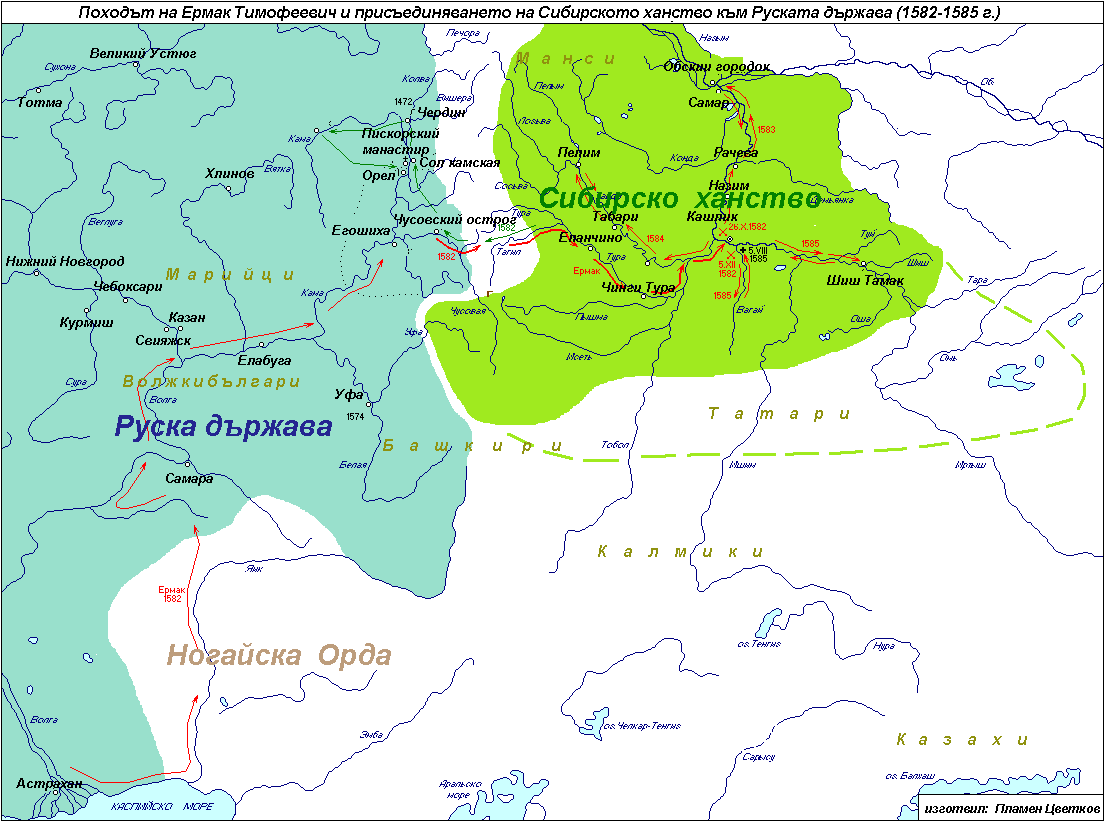
Podbój Chanatu Syberyjskiego 1582–1585

Chanat Syberyjski – państwo w dorzeczu Obu. Zostało utworzone w 1490 roku, w wyniku rozpadu Złotej Ordy, założycielem był Ibak-Ibrahim. Jego stolicą była najpierw Czyngi-Tura (dzisiejsza Tiumeń), a potem Kaszłyk (Sibir) nad Irtyszem.

## Historia
Chanat składał się z drobnych księstw tzw. ułusów, na czele których stali wasale chana. Rządy w chanacie sprawowali Tatarzy, którzy też zajmowali się rolnictwem i hodowlą. Większość mieszkańców chanatu stanowiły miejscowe plemiona Wogułów i Chantów (Ostiaków). W XVI wieku na terenie chanatu zamieszkiwało 37 tys. ludzi. 
W 1555 roku chan Jediger w obawie przed wewnętrznymi konkurentami do władzy, poddał chanat pod zwierzchnictwo cara Iwana Groźnego. Od 1556 roku płacił carowi wielkie daniny w skórach sobolich, oczekując w zamian poparcia dla utrzymania swej władzy. Jediger został obalony w 1556 roku, a jego następca chan Kuczum w 1563 roku zerwał zależność od Rosji. Stało się to bezpośrednim powodem ataku Rosjan. Kuczum utrzymywał kontakty z chanem Buchary Abdullachem, który przysłał misję religijną w celu krzewienia islamu. 
We wrześniu 1582 roku wyruszyła ekspedycja 840 wojowników pod wodzą Jermaka Timofiejewicza. Na terytorium chanatu przeprawiano się płynąc po rzekach. Pierwszą zwycięską bitwę stoczono u ujścia Tury do Tobołu, a następnie między ujściem Tury i Tawdy. 26 października 1582 roku doszło do decydującej bitwy na Przylądku Czuwaskim pod grodem-stolicą Iskierem (Sibirem), a następnie wkroczono do grodu. Przez kilka lat trwały walki z Kuczumem, który chciał odzyskać Iskier. W 1583 roku Jermak podporządkował sobie kolejne grupy miejscowych Wogułów i Ostiaków. 5/6 sierpnia 1585 roku podczas podstępu przygotowanego przez Tatarów, Kozacy zostali wybici, a Jermak usiłując uciec utonął w rzece. Po opuszczeniu stolicy przez Kozaków, powrócił chan Kuczum. 
W celu zabezpieczenia swego panowania Rosjanie na miejscu swych zimowisk i osad kozackich budowali grody i w 1586 roku założyli Tiumeń, a w 1587 roku w pobliży Iskieru, założyli Tobolsk. W sierpniu 1589 roku doszło do ostatecznej bitwy nad Obem, w której Kuczum został pobity i wycofał się na teren Ordy Nogajskiej, gdzie został zamordowany przez Kałmuków.
Chanat Syberyjski został przyłączony do Rosji po ekspedycji Kozaków pod wodzą Jermaka Timofiejewicza, będącej częścią rosyjskiej ekspansji i kolonizacji ziem zauralskich. W procesie kolonizacji tych ziem założono kolejne miasta: Pełym (1592), Bieriezowo (1593), Sargut (1593), Tara (1594), Obdorsk (1595), Naryn (1596) i Wierchoturie (1598). Na te tereny przybywali wolni osadnicy, a także było to miejsce zsyłki dla skazańców.

## Chanowie syberyjscy
- Ibak-Irahim
- Jediger(inne języki)
- Kuczum